# たから温泉
たから温泉（たからおんせん）は、富山県下新川郡朝日町境642-1にある温泉。

## 概要
1996年8月、境字大谷の源泉を掘り起こし、同年秋に1km離れた国道8号沿いの現在地にて開業した。1階は大浴場と露天風呂を備えた浴場と食堂、2階は宿泊施設となっている。食事はたら汁定食が有名。宿泊も可能で、9部屋32人を収容可能である。
- 泉質 - ナトリウム・カルシウム塩化物泉（弱アルカリ性）[2]
- 泉温 - 49.6℃[2]
- pH - 7.09[1]
- 溶存物質 - 12,620mg/kg[1]
- 湯量 - 毎分150リットル[4]
- 効能 - 神経痛、筋肉痛、関節痛、五十肩、運動麻痺[2]

## アクセス
- E8北陸自動車道朝日インターチェンジから車で約9分[3]。
- あいの風とやま鉄道線越中宮崎駅から徒歩約20分、車で2分[3]。

## 姉妹店
- 栄食堂[4]